# Birendranath Sircar
Birendranath Sircar (también escrito como Sarkar; Bhagalpur, 5 de julio de 1901 – 28 de noviembre de 1980) fue un productor de cine indio y fundador del estudio cinematográfico “New Theatres Calcutta”. Hizo películas en idioma bengalí, las cuales destacaron por presentar a varios directores de cine en inicios de su carrera, y que más tarde se hicieron famosos. En 1970 recibió el Premio Dadasaheb Phalke, y en 1972 el Premio Padma Bhushan, el tercer premio civil más importante de la India.

## Filmografía
- Dena Paona (1931) – Dirigida por Premankur Atarthi
- Natir Puja (1932)
- Punarjanma (1932) – Dirigida por Premankur Atarthi
- Mohabbat Ke Ansu (en urdu), (1932) – Dirigida por Premankur Atarthi
- Zinda Lash  (en urdu), (1932) – Dirigida por Premankur Atarthi
- Chirakumar Sabha (1932) – Dirigida por Premankur Atarthi
- Pallisamaj (1932) – Dirigida por Sisir Bhaduri
- Chandidas (1932) – Dirigida por Debaki Bose
- Kapalkundala (1933) – Dirigida por Premankur Atarthi
- Mastuto Bhai (cortometraje) (1933) – Dirigida por Dhirendranath Gangopadhyay
- Sita (1933) – Dirigida por Sisir Bhaduri
- Mirabai (1933) – Dirigida por Debaki Bose
- Excuse Me Sir (cortometraje) (1934) – Dirigida por Dhirendranath Gangopadhyay
- Ruplekha (1934) – Dirigida por P.C. Barua
- P.Brothers (Caricatura) (1934) – Dirigida por Raichand Boral
- Mahua (1934) – Dirigida por Hiren Bose
- Devdas (1935) – Dirigida por Nitin Bose
- Abaseshe (cortometraje) (1935) – Dirigida por Dineshranjan Das
- Bhagyachakra (1935) – Dirigida por Nitin Bose
- Grihadaha (1936) – Dirigida por P.C. Barua
- Mando Ki (cortometraje) (1936) – Dirigida por Tulsi Lahiri
- Maya (1936) – Dirigida por P.C. Barua
- Didi (1937) – Dirigida por Nitin Bose
- Mukti (1937) – Dirigida por P.C. Barua
- Arghya (cortometraje) (1937)
- Bidyapati (1938) – Dirigida por Debaki Bose
- Abhignan (1938) – Dirigida por Prafulla Ray
- Desher mati (1938) – Dirigida por Nitin Bose
- Achinpriya (1938) – Dirigida por Dhirendranath Gangopadhyay
- Sathi (1938) – Dirigida por Phani Majumdar
- Adhikar (1939) – Dirigida por P.C. Barua
- Baradidi (1939) – Dirigida por Amar Mullik
- Sapure (1939) – Dirigida por Debaki Bose
- Rajat Jayanti (1939) – Dirigida por P.C. Barua
- Jiban Maran (1939) – Dirigida por Nitin Bose
- Parajoy (1940) – Dirigida por Hemchandra Chandra
- Daktar (1940) – Dirigida por Phani Majumdar
- Abhinetri (1940) – Dirigida por Amar Mullik
- Nartaki (1941) – Dirigida por Debaki Bose
- Parichoy (1941) – Dirigida por Nitin Bose
- Pratishruti (1941) – Dirigida por Hemchandra Chandra
- Shodhbodh (1942) – Dirigida por Soumen Mukhopadhyay
- Minakshi (1942) – Dirigida por Madhu Bose
- Priyo Bandhabi (1943) – Dirigida por Soumen Mukhopadhyay
- Kashinath (1943) – Dirigida por Nitin Bose
- Dikshul (1943) – Dirigida por Premankur Atarthi
- Udayer Pathey (1944) – Dirigida por Bimal Roy
- Dui Purush (1945) – Dirigida por Subodh Mitra
- Biraj Bou (1946) – Dirigida por Amar Mullik
- Nurse Sisi (1947) – Dirigida por Subodh Mitra
- Ramer Sumati (1947) – Dirigida por Kartik Chattopadhyay
- Pratibad (1948) – Dirigida por Hemchandra Chandra
- Anjangarh (1948) – Dirigida por Bimal Roy
- Mantramugdha (1949) – Dirigida por Bimal Roy
- Bishnupriya (1949) – Dirigida por Hemchandra Chandra
- Rupkatha (1950) – Dirigida por Soren Sen